# Fabio Calvo
Pour les articles homonymes, voir Calvo.
Marco Fabio Calvo (Ravenne, vers 1470 - Rome, 1527) est un philologue et humaniste italien de la Renaissance.

## Biographie

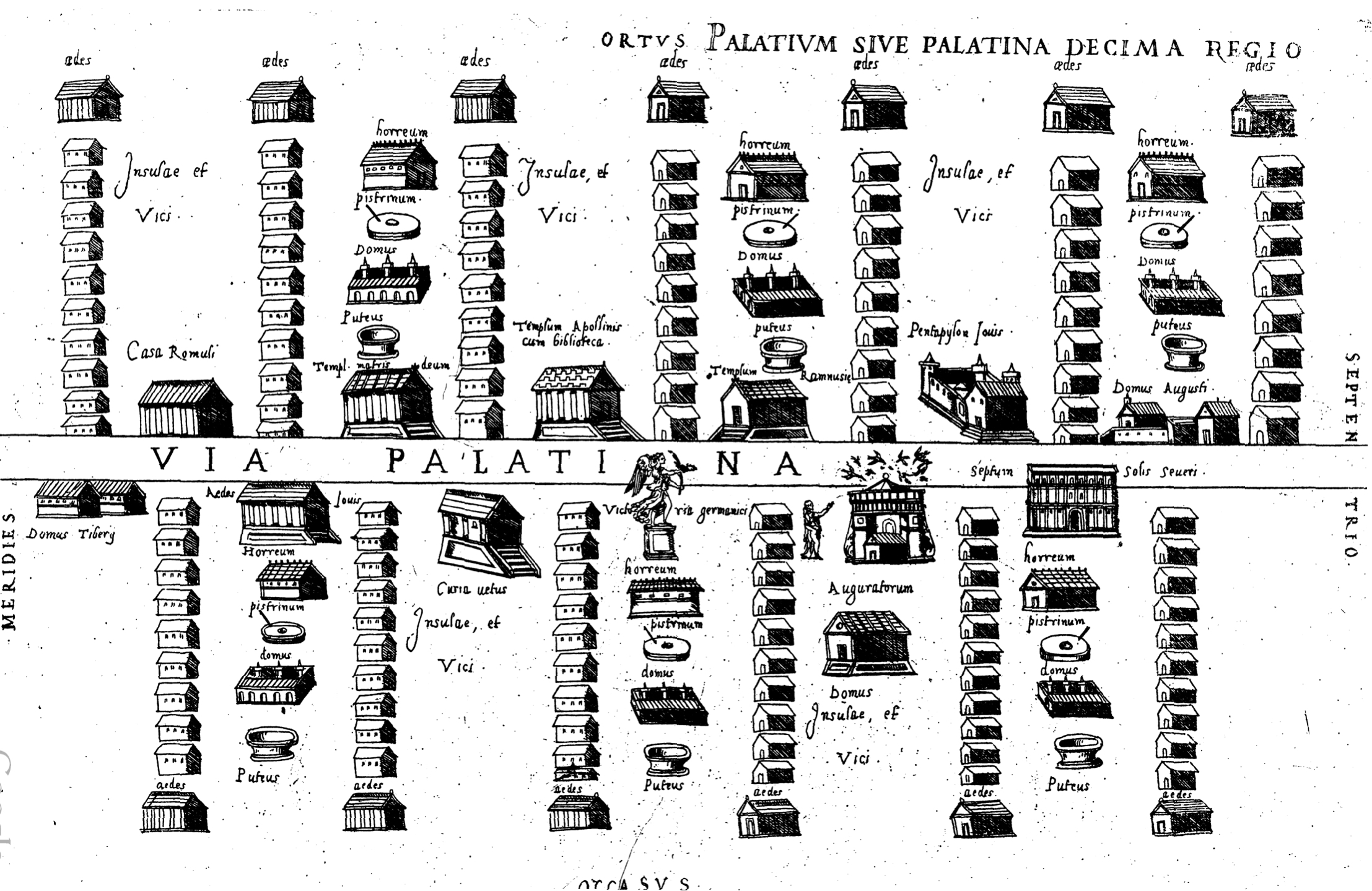
Gravure extraite du Antiquae urbis Romae cum regionibus simulacrum

Très peu de choses sont connues des premières années de Fabio Calvo. Originaire de Ravenne, il est installé à Rome à partir de 1510. Il achève en 1512 une transcription en latin des œuvres d'Hippocrate à partir de manuscrits grecs. Elle est publiée en 1524 à Rome par Francesco Giulio Calvo.
Fabio Calvo séjourne fréquemment chez Raphaël dans cette même ville où il rédige une traduction en italien du De architectura de Vitruve afin de le rendre accessible au peintre. Ils envisagent alors tous deux de publier des vues reconstituant la Rome antique mais le projet est interrompu à la mort du maître en 1520.
Il publie un projet plus modeste en 1527 sous le nom de Antiquae Urbis Romae cum regionibus simulachrum contenant des gravures représentant des anciens monuments de la ville disposés selon les quartiers et rues principales de la ville antique. 
Fabio Calvo meurt à l'occasion du sac de Rome cette même année. Il est pris en otage par les soldats impériaux, mais, incapable de payer la rançon, il est laissé pour mort dans un hôpital à l'extérieur de la ville.

## Œuvres
- (la) Fabio Calvo, Antiquae urbis Romae cum regionibus simulachrum, Rome, 1532 (BNF 30188241, lire en ligne)